# Aboncourt-Gesincourt
 Aboncourt-Gesincourt  es una población y comuna francesa, situada en la Borgoña-Franco Condado, departamento de Alto Saona, en el distrito de Vesoul y cantón de Jussey.

## Demografía
| Gráfica de evolución demográfica de Aboncourt-Gesincourt entre 2006 y 2018 |
|                                                                            |

Fuentes: INSEE.